# Centrocerum divisum
Centrocerum divisum är en skalbaggsart som beskrevs av Martins och Monné 1975. Centrocerum divisum ingår i släktet Centrocerum och familjen långhorningar. Inga underarter finns listade.